# Arcavacata
Arcavàcata (AFI: /arkaˈvakata/) è una frazione del comune di Rende, di 1 831 abitanti (2009), in provincia di Cosenza.

## Geografia fisica
Sorge nella zona nord-occidentale del comune di Rende ed ha un territorio per lo più collinare, che oscilla tra i 240 e i 370 m s.l.m.. Su queste colline si estende in direzione nord-sud l'Università della Calabria.

## Geografia politica
Arcavacata non è raggruppata in una sola zona ma è divisa in contrade: Rocchi, Dattoli, Longeni, Bianchi, Vermicelli, Bertoni, Tufo, Coda di Volpe, Bagno, Ghianduzzi, Molicelle, San Gennaro.

## Storia

### La leggenda
L'insolito toponimo ha dato luogo a diverse interpretazioni, ma dai nativi è fatto derivare da arca-vacàta, ed è posto in relazione a un avvenimento leggendario collocato ad alcuni secoli di distanza da oggi.
In una notte invernale di pioggia e forte vento, un cieco e uno zoppo camminavano per strada in cerca di ricovero. A un tratto una luce rischiarò i due infermi e una voce ingiunse loro di scavare. Ascoltata la voce, la luce faceva loro strada. Scavando si accorsero di toccare un arco e sotto l'arco qualcosa di particolare li bloccò. La luce divenne più intensa, rischiarò tutto e così il cieco vide e lo zoppo cominciò a camminare. La voce disse loro che erano guariti e che in quel luogo sarebbe dovuta sorgere una chiesa. Ciò che avevano rinvenuto era un quadro raffigurante la Madonna con Gesù bambino. La chiesa venne eretta e il quadro fu posto sopra l'altare (tuttora si trova lì). Cavato da un arco il quadro diede il nome al luogo dove venne trovato: Arcavacata. Il quadro è del XIV secolo ed è di perenne devozione alla Madonna della Consolazione da parte degli abitanti di Arcavacata.

### Origini del nome
Il nome Arcavacata, secondo la tradizione religiosa, deriverebbe da “Arco Cavato“, dal nome di un arco che custodiva l’immagine della Madonna.

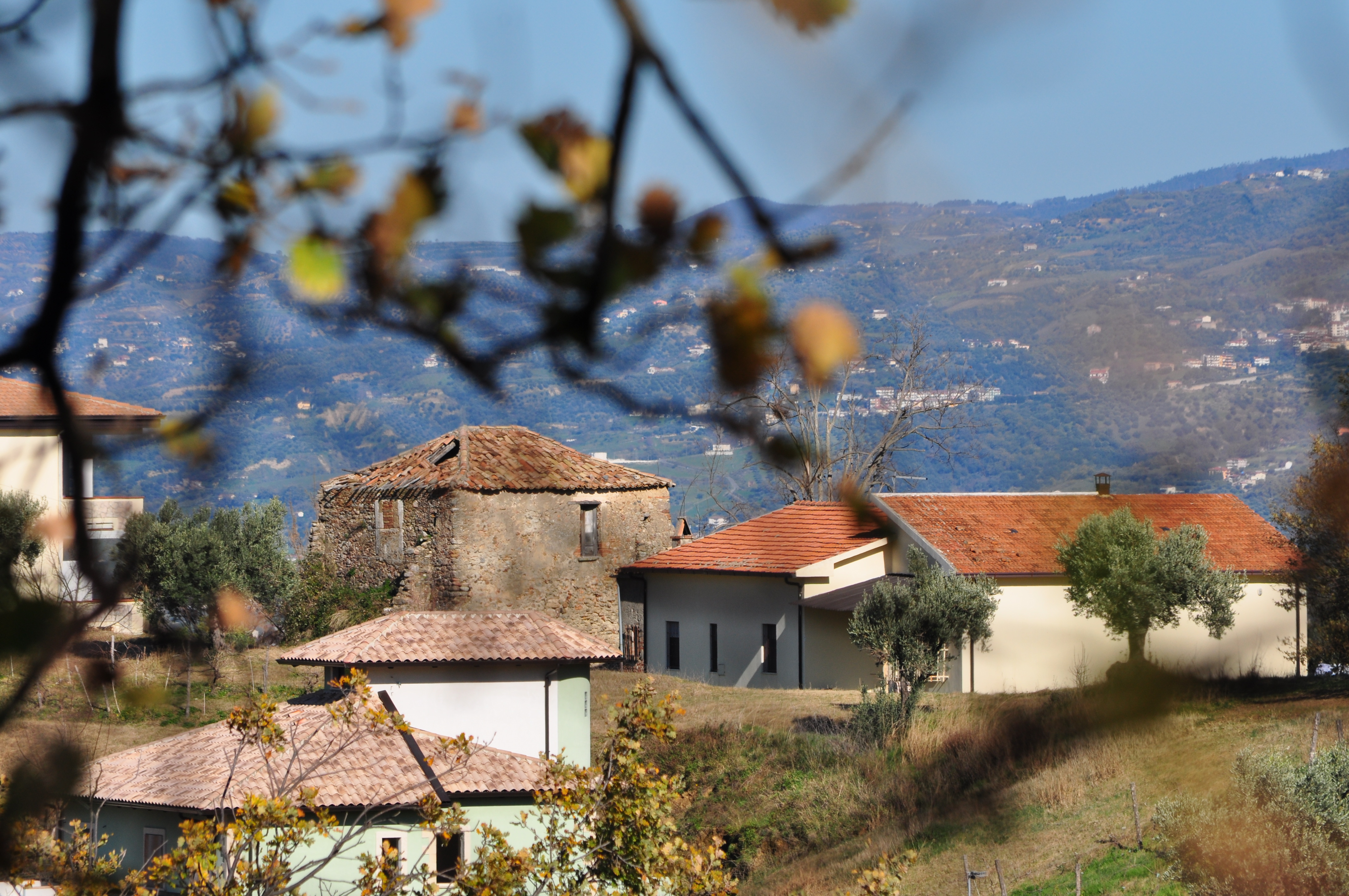
La fortezza.

Secondo un'altra versione, la denominazione Arcavacata proverrebbe dall'esistenza di un'antica fortezza-vedetta, che la tradizione popolare individua in una piccola casupola situata su una delle colline vicino la Chiesa parrocchiale, della quale si parla in alcuni documenti pontifici del Medioevo: secondo alcuni studi, si ritiene che il nome abbia un’etimologia latina da “Arx - Arcis” ossia Rocca, riferito all’uso fatto come rocca militare dagli antichi Enotri, antica popolazione di Rende che fondarono sulle rive di un fiume, da essi stessi denominato "Acheronte", la primitiva Acheruntia, che nell'etimologia della parola, significa "le case dei forti presso le acque del fiume". Tale fiume sarebbe il fiume Emoli che scorre alle pendici delle colline di Arcavacata.

## Monumenti e luoghi d'interesse

### Architetture religiose
- La chiesa di Santa Maria della Consolazione.[8] Struttura in stile neoclassico, nata grazie alla devozione e all’offerta della famiglia Magdalone-Morelli nella seconda metà del XIX secolo. È il principale luogo di culto della Frazione e la sua parrocchia comprende tutta Arcavacata, la frazione di Santo Stefano e le contrade di Dattoli, Cutura e Monticello. Presenta un'unica navata decorata da capitelli e lesene e una possente torre campanaria. L’interno di gusto barocco, a volte a botte affrescata, è decorato anche da alcuni quadri sulle pareti e da grandi stipiti, nei quali sono conservate alcune statue, una delle quali è quella della Madonna a cui è dedicata la chiesa. L’altare in marmi policromi, è sormontato da una possente pala d’altare che comprende un’antica icona della Madonna della Consolazione. L’esterno di gusto classico semplice, è decorato da lesene e due nicchie che un tempo ospitavano due statue. La facciata rosa è sormontata da un possente timpano e alla destra della chiesa è presente la torre campanaria con tre campane. Nella contrada Dattoli, è presente una piccola cappella ricavata dai locali di un palazzo dove è custodita una statua di San Pio ed afferisce alla suddetta parrocchia.
- La Chiesa di San Rocco. Dedicata a San Rocco di Montpellier, sorge nell’omonima contrada nei pressi di un antico convento oramai in rovina, dedicato ai Santi Pietro e Paolo Apostoli. L’interno di piccole dimensioni è stato ampliato successivamente con l’aggiunta di un piccolo atrio coperto. Sul tetto spicca un campanile a vela con una sola campana a corda.
- La parrocchia universitaria di San Paolo Apostolo[9]: sita in contrada San Gennaro, all’interno del Campus universitario. La sua parrocchia comprende l’università, i Rocchi e parte di Quattromiglia. In passato era un grande panificio denominato PAB (Panificio Automatico Bruzio). Nel 1973 Papa Paolo VI decise di fornire un’assistenza spirituale ai giovani studenti dell'Università della Calabria tramite i Padri Dehoniani. L'interno della chiesa è alquanto austero, di forma rettangolare, manca di elementi decorativi, a parte la grande croce in legno dietro l'altare e le 14 raffigurazioni della passione di Cristo. All'esterno dell'edificio svetta una croce a forma di tàu, con uno spazio vuoto a forma di cuore all'estremità superiore, che simboleggia il Sacro Cuore di Gesù. Lungo il ponte Pietro Bucci dell’Università della Calabria è presente una piccola cappella che afferisce alla parrocchia di San Paolo Apostolo.

### Architetture civili
- Il Casino Magdalone: sorge in Arcavacata centro storico.[10] È stato riedificato di fronte alla struttura originaria nella prima metà dell’ottocento a seguito di un devastante terremoto nel 1854 che lo rase quasi completamente al suolo. La struttura ottocentesca è abitata e restaurata, mentre l'edificio antico di fronte è in parte abitato ma in gran parte fatiscente.
- L’antico convento dei Santi Pietro e Paolo: situato fuori da Arcavacata nel quartiere dei Rocchi, oggi è in stato di grave abbandono e rovina. Non si sa l'esatta data della fondazione del monastero, di certo si sa che esisteva già nel X secolo come convento di Monaci Bizantini Basiliani. Nel sec. XII venne a sottoporsi alla giurisdizione della chiesa di Roma e ad acquistare il rito latino e la denominazione di S. Pietro e Paolo. Il terremoto del 1569 distrusse completamente l’imponente monastero che nel 1530 rendeva allo stato 60 scudi l’anno e la Chiesa attigua. Con la fine del monastero le fertili terre di Arcavacata finirono col passare da una famiglia all’altra. Le pietre di quella fabbrica colossale, invece, servirono negli anni successivi per costruire le abitazioni dei privati cittadini vicini a quella zona. Fedele Fonte ricorda che nel maggio 1887 si eseguirono degli scavi interessanti. Tali scavi eseguiti in modo irrazionale e rudimentale da più di 200 contadini guidati da un dipendente di Don Giovanni Magdalone, un certo Francesco Pellegrini. Questo evento fu riportato anche sulla Gazzetta della Calabria (a.XII, n.40 del 22 maggio del 1887). Tanti furono gli oggetti disotterrati e molte le mure scoperte che facevano capire la reale dimensione del monastero. Fino agli anni 50 una possente costruzione di tipo nobiliare, ancora oggi presente ma in stato di grave degrado, veniva abitato da tante famiglie di Arcavacata che lavoravano la terra per i proprietari del terreno circostante.
- Il Casino dei Dattoli[11]: oggi abbandonato ma utilizzato fino a decenni fa come abitazione privata. Fu palazzo signorile di varie famiglie nobili fra le quali Spada, Miceli, Quintieri. Circondato da poche case originariamente coloniche, era il luogo di maggiore produzione agricola di Arcavacata. Negli anni ‘60 con il boom economico, la popolazione rurale iniziò a costruire case più moderne nel centro di Arcavacata, spopolando lentamente la contrada. Oggi è popolata da nuovi quartieri residenziali, ma nei terreni circostanti al palazzo ancora oggi viene praticata la produzione agricola storica di Olive e fichi da essiccazione.

## Economia

### Agricoltura
Prima dell'attuale espansione edilizia, Arcavacata era una frazione con una prevalente economia agricola: si producevano grano, olive, fichi, frutta, ortaggi e gelsi per l'industria della seta. I pastori di Arcavacata producevano anche un particolare formaggio pecorino, frutto dei pascoli nelle zone rurali.

## Cultura

### Università della Calabria

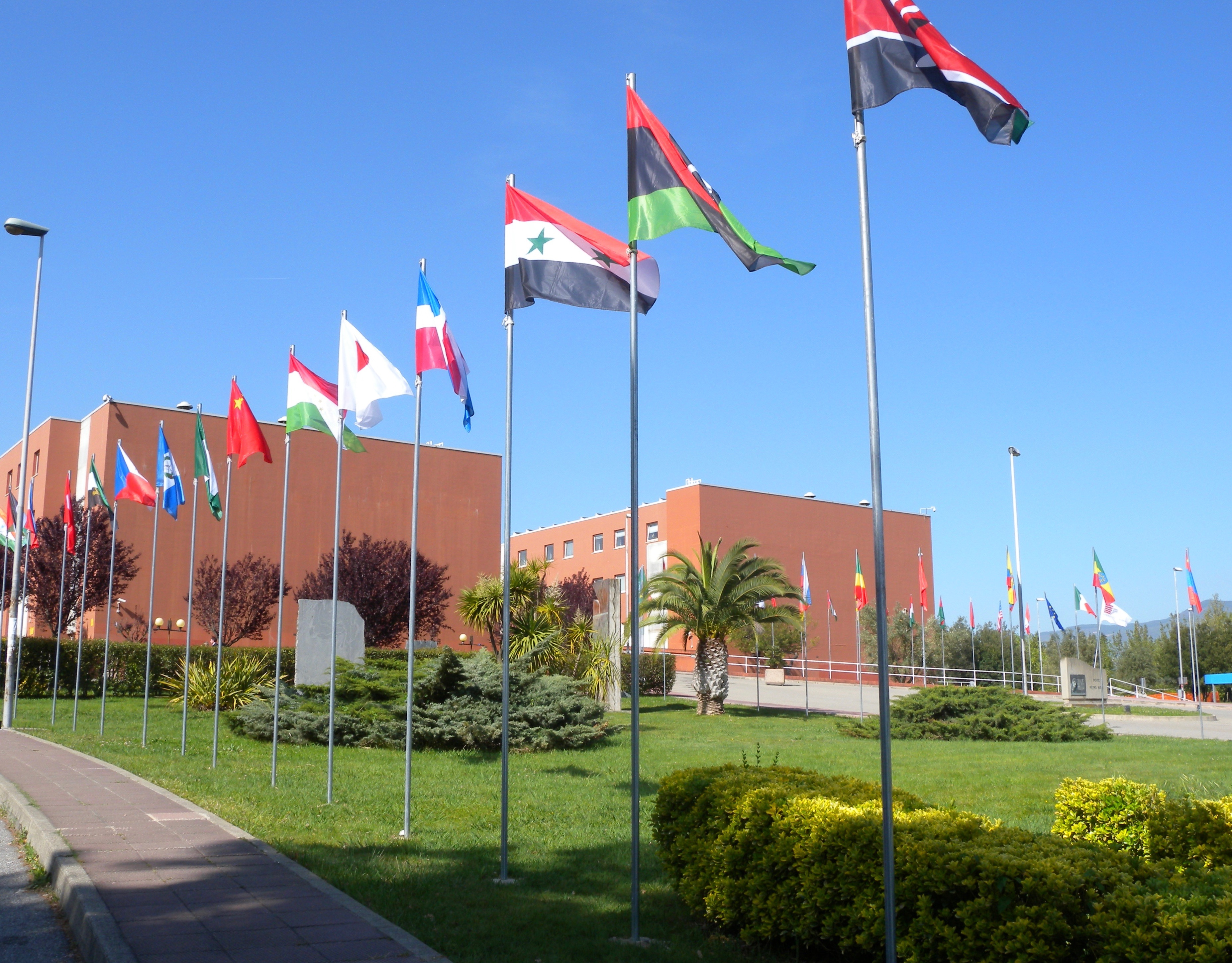
Il Campus universitario dell’UNICAL.

L'Università della Calabria è ubicata sulle colline di Arcavacata in prossimità dello svincolo autostradale (A2) Rende-Cosenza nord, della Salerno-Reggio Calabria e a poco più di 3 km dalla stazione ferroviaria di Castiglione Cosentino, nodo di collegamento per Cosenza, Paola e Sibari.

### Sport

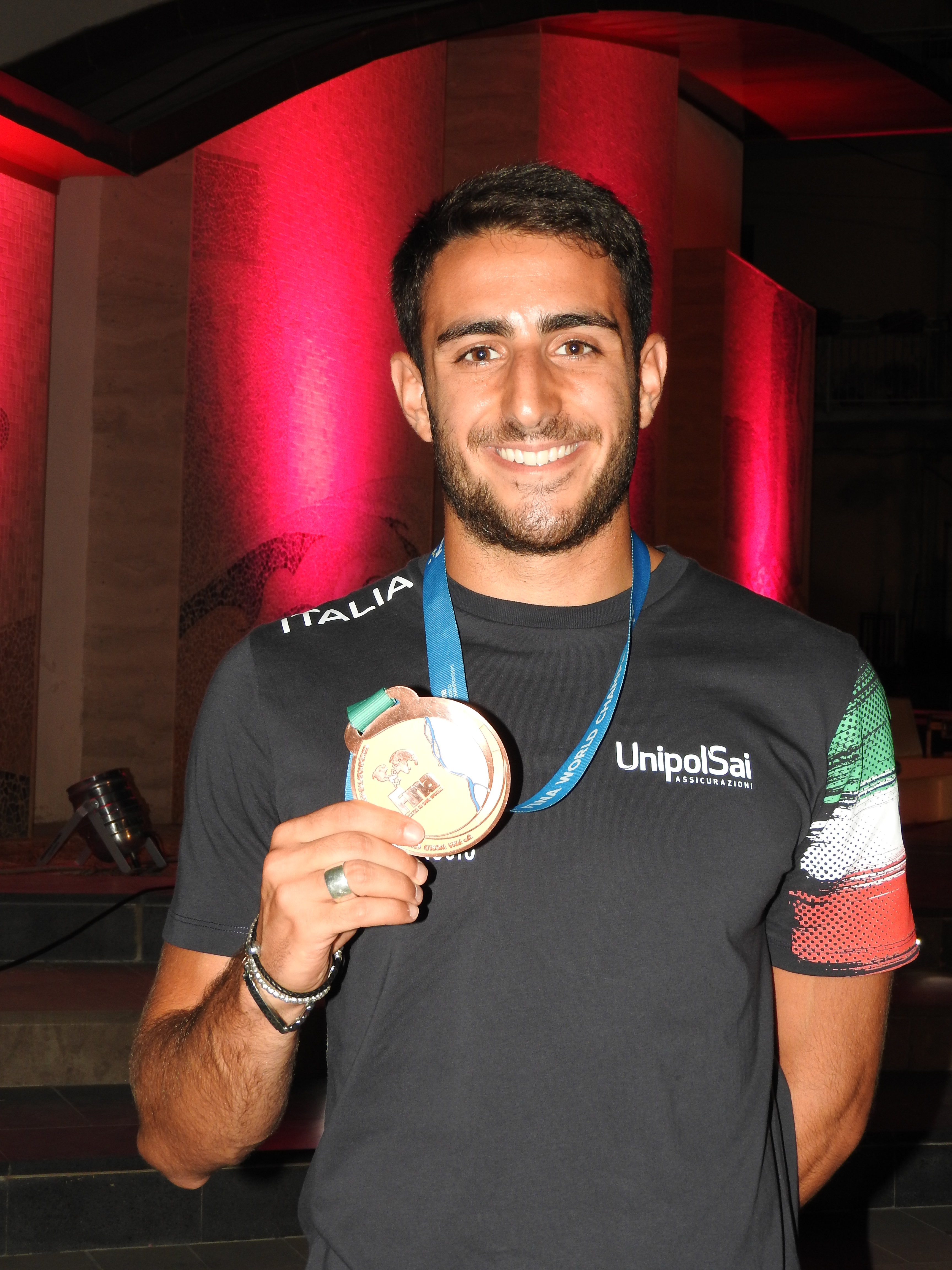
Giovanni Tocci a Campora San Giovanni.

Arcavacata è la terra in cui è cresciuto Giovanni Tocci, tuffatore ed atleta del Centro Sportivo dell'Esercito e del Cosenza Nuoto. Ha partecipato a numerosi campionati Mondiali ed Europei e come ultimo traguardo, nel 2024 ha vinto l’argento nel sincro 3m ai Mondiali del Qatar.

### Museo di paleontologia
Situato lungo il ponte Pietro Bucci, è strutturato in modo semplice e chiaro: si sviluppa attraverso una sequenza cronologica di espositori e di pannelli illustrativi che permettono la comprensione degli argomenti trattati. Negli espositori sono racchiusi i milioni di anni di storia della vita sulla Terra. Una storia che si può immaginare osservando con attenzione le forme fossili. Le collezioni comprendono reperti fossili di invertebrati di diversa età, provenienti sia dal territorio italiano sia da alcune località fossilifere mondiali, resti di vertebrati dal famoso sito di Cessaniti ed un dinosauro erbivoro Ouranosaurus nigeriensis.